# Christopf Traugott Delius
Christopf Traugott Delius (1728 Willhausen – 21. ledna 1779 Florencie) byl německý báňský inženýr a profesor na Báňské akademii v Banské Štiavnici.

## Život
Narodil se ve staré šlechtické protestantské rodině, která přišla o své majetky v třicetileté válce. Po studiích na gymnáziích v Quedlinburgu a Magdeburgu se zapsal 17. března 1749 na Univerzitu Wittenberg. Zpočátku chtěl studovat právo, ale nakonec se rozhodl pro studium matematiky a přírodních věd. Z finančních důvodů vstoupil dočasně do vojenské služby.
Pak se Delius usadil ve Vídni, kde konvertoval na katolickou víru. V Banské Štiavnici studoval hornictví, přičemž mohl využít své matematické znalosti. V roce 1756 přijal místo báňského inspektora v Banátu. Od roku 1761 působil na Báňské akademii v Banské Štiavnici, nejprve jako báňský správce, od roku 1764 jako Vrchní důlní správce a člen Banského kolegia a od r. 1770 jako Profesor hornictví a banskokomorskej správy. Zároveň se stal císařským rádcem a členem předsednictví Komorskogrófskeho úřadu.
V roce 1772 byl Delius povolán do Vídně, kde se podílel na zřizování Oddělení hornictví a mincovnictví. Zároveň byl jmenován Řádným dvorním rádcem pro otázky hornictví a mincovnictví. Po mimořádně plodném a náročném životě se pokoušel o zlepšení svého zdravotního stavu léčením v Itálii, avšak během léčebné cesty zemřel ve Florencii.

## Dílo
- Abhandlung von dem Ursprunge der Gebürge und der darinne befindlichen Erzadern. Leipzig : Christoph Gottlob Hilscher, 1770. Dostupné online.

- Anleitung zu der Bergbaukunst nach ihrer Theorie und Ausübung, nebst einer Abhandlung von den Grundsätzen der Berg-Kammeralwissenschaft. Wien : Joh. Thomas Edler v. Trattner, 1773. [2. vydáni: Wien : K.k. Hof- und Staatsdruckerei, 1806]; dostupné online. V roce 2012 vydalo český překlad nakladatelství Academia. Poučení o zručnosti hornické : o teorii a užití včetně pojednání o principech hornické kamerální vědy.[1]